# Antônio Caringi

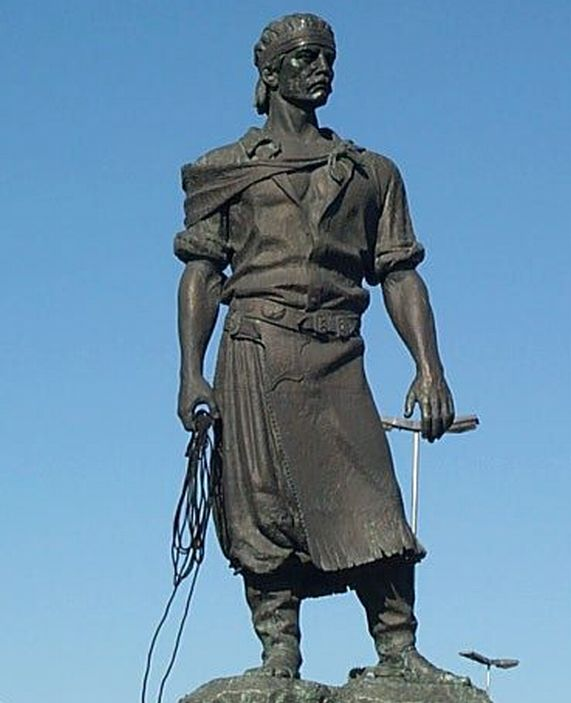
Estatua del lazador, símbolo oficial de la ciudad de Porto Alegre, capital de Río Grande del Sur. Obra de Antônio Caringi para la cual Paixão Côrtes sirvió de modelo en 1954.

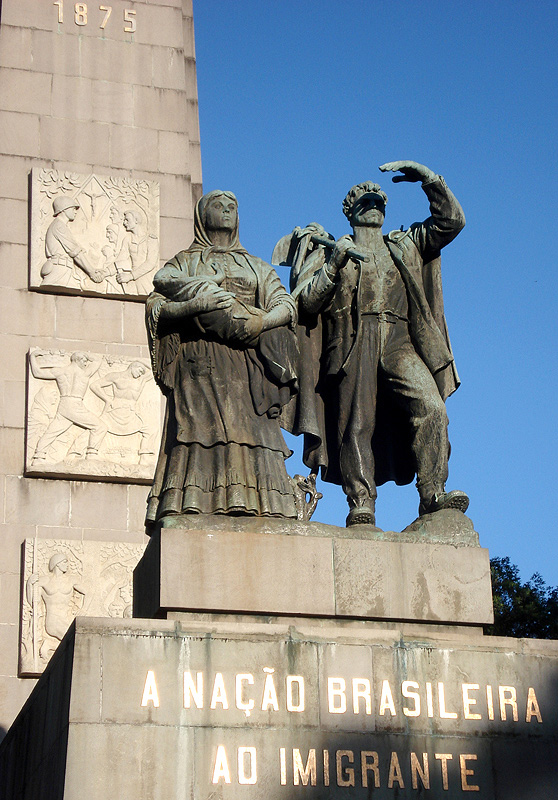
Monumento Nacional al Inmigrante, en Caxias do Sul, Río Grande del Sur.

Antônio Caringi (Pelotas, Río Grande del Sur, 25 de mayo de 1905 - Pelotas, 30 de mayo de 1981) fue un escultor brasileño, considerado el más importante en la historia del arte del estado de Río Grande del Sur. Se lo conoció como el «escultor de los pampas» por la elección para sus obras de temas regionales, ligados a la historia y a la cultura gaúcha. Una de sus obras más importantes es la estatua del lazador, símbolo oficial de la ciudad de Porto Alegre, capital de Río Grande del Sur.

## Biografía
Sus padres fueron Antônio Caringi y Josephina Sicca. Hizo sus estudios primarios en Bagé y en 1918 se mudó a Porto Alegre junto con su familia. En esa ciudad se graduó en Ciencias y Letras en 1923, año en el que ingresó a la Escuela de Ingeniería de la UFRGS, para estudiar química industrial, pero solo cursó unas pocas materias.
Fue alumno del profesor Francis Pelichek, con quien estudió diseño en el Instituto de Bellas Artes. En 1925 expuso trabajos en yeso en el Salón de Otoño de Porto Alegre, histórica exposición a la que también se presentaron otros futuros artistas de relevancia como Sotéro Cosme, Oscar Boeira y João Fahrion. En 1928 asumió como agregado cultural en el consulado de Brasil en Múnich, cargo que desempeñó en otros países europeos (Italia, Dinamarca, Suecia, Francia, Turquía y Grecia). En Múnich también estudió en la Academia de Bellas Artes local y tuvo como profesores a los escultores Hermann Hahn y Hans Stangl.
Regresó a Brasil en 1934, con el propósito de participar del concurso para la estatua ecuestre del general Bento Gonçalves, organizado con motivo del centenario de la guerra de los Farrapos.
Volvió a Alemania en 1936 para estudiar plástica monumental con Arno Breker en Berlín. Después se radicó en Roma desde donde realizó varios viajes de estudio a otros países europeos. Regresó a Porto Alegre en 1940, debido al inicio de la Segunda Guerra Mundial, y en 1942 a Pelotas, donde se casó con la poeta pelotense Alma Noemi de Assumpção Osório, con quien tuvo siete hijos.
Después de su regreso definitivo a Brasil, comenzó a esculpir varios de los monumentos al aire libre más importantes de Río Grande del Sur. La gran mayoría de estos trabajos fueron obtenidos mediante concurso, ganando once en total en varios puntos de Brasil.
En 1952 fundó la Escuela de Bellas Artes de Pelotas (Instituto de Letras y Artes de la Universidad Federal de Pelotas), donde fue profesor de Escultura hasta 1980.
Recibió numerosos premios y condecoraciones gracias a su obra: el primer gran premio de escultura de la Fundación «Felipe de Oliveira» (Río de Janeiro, 1933) mientras aún residía en Europa; cinco menciones de la Academia de Bellas Artes de Múnich (1934), medalla de oro y plata del Salón de Bellas Artes de Río de Janeiro (1938), la gran medalla de oro del segundo salón de Río Grande del Sur (Porto Alegre, 1940), la medalla del mérito Tamandaré, la medalla «João Simões Lopes Neto» del gobierno estatal de Río Grande del Sur (1977), la medalla del mérito universitario, al retirarse en 1980 como profesor de escultura en el Instituto de Letras y Artes de la Universidad Federal de Pelotas, entre otros.
Fue conocido como el «escultor de los pampas» pues en su trabajo predominan los temas regionales, las tradiciones del campo y la cultura gaúcha, la historia de Río Grande del Sur y otros temas afines.
Falleció en 1981 a los 76 años, en la ciudad de Pelotas.

## Obras
La obra de Caringi refleja la influencia de sus maestros alemanes en el estilo neoclásico y en el porte grandioso de sus monumentos al aire libre. Varias de sus obras ubicadas en Río Grande del Sur han sido funcionales al rescate y revalorización de la historia y tradiciones gaúchas. Entre las más importantes figuran la estatua del lazador, el monumento al Expedicionario y el monumento a Bento Gonçalves en Porto Alegre; el Monumento Nacional al Inmigrante en Caxias do Sul, el monumento en homenaje al centinela farroupilha, también conocido como «El Bombeador», en la plaza Vinte de Setembro de Pelotas; el monumento a Anita Garibaldi en Laguna, Santa Catarina; entre otros. Su último trabajo al aire libre fue un busto en bronce del político Raúl Pilla, inaugurado en 1977 en la plaza «Raul Pilla» de Porto Alegre y que desapareció por robo años más tarde. Numerosos trabajos suyos se encuentran en plazas públicas, parques y sedes de instituciones en varios estados brasileños, así como en galerías oficiales y colecciones particulares de Brasil y de otros países.
El espacio interno de la cripta del Monumento Nacional al Inmigrante recibió por ley el nombre de «Espacio Cultural Antônio Caringi».

### Estatua del lazador
Una de sus obras más importantes es la estatua del lazador, símbolo oficial de la ciudad de Porto Alegre, por ley municipal de 1992. Es una escultura ubicada frente a la primera terminal del Aeropuerto Internacional Salgado Filho de Porto Alegre, Río Grande del Sur. Representa a un gaucho, vestido con las tradicionales prendas o «pilchas» y con un lazo en su mano derecha. Está hecha en bronce, tiene 4,45 m de altura, pesa 3,8 toneladas y está asentada sobre un pedestal de granito trapezoidal de 2,10 m de altura.
Para lograr la imagen de un «auténtico gaucho» Caringi utilizó como modelo al folclorista e investigador de la cultura gaúcha Paixão Côrtes, vestido con indumentaria de gaucho.

### Obras más importantes
- Monumento a Bento Gonçalves, (1935, Av. João Pessoa, al lado de la plaza Piratini, «Porto Alegre»)
- Monumento al centinela de la Patria, más conocido como el centinela farroupilha o «El Bombeador», (1935, plaza Vinte de Setembro, Pelotas)
- El soldado y el gaucho, grupo escultórico en la sepultura del general Daltro Filho (1941, cementerio de la Santa Casa de la Misericordia, Porto Alegre)
- Monumento al obispo Joaquim Ferreira de Melo (1942, Av. Dom Joaquim, Pelotas, Río Grande del Sur)
- Monumento al almirante Saldanha da Gama (1946, Plaza Alm. Saldanha da Gama, Leblon/Ipanema, Río de Janeiro)
- Monumento a J. J. Seabra (1948, Plaza da Inglaterra,  Salvador de Bahía)
- Monumento al Expedicionario (1953, Largo General Yeddo J. Blauth, Parque Farroupilha de Porto Alegre)
- Monumento Nacional al Inmigrante (1954, Caxias do Sul, Río Grande del Sur)
- Monumento al Coronel Pedro Osório, incluyendo relieves en bronce (1954, Plaza Cnel. Pedro Osório, Pelotas)
- Estatua del lazador (1958, Av. dos Estados, Sitio «O Laçador», frente al Aeropuerto Internacional Salgado Filho de Porto Alegre)
- Monumento al Colono (1958, Plaza 1° de Maio, también conocida como plaza del Colono, Pelotas)
- Monumento a las Madres, la imagen representa a la esposa de Caringi, la poeta Alma Noemi de Assumpção Osório (1959, Plaza Cnel. Pedro Osório, Pelotas)
- Monumento a las Madres (1963, Plaza Getúlio Vargas, Alegrete)
- Monumento a Anita Garibaldi (1964, frente al Museo Anita Garibaldi, Laguna, Santa Catarina)
- Monumento a Gaspar da Silveira Martins (1969, Plaza Silveira Martins, Bagé, Río Grande del Sur)
- Monumento a José Loureiro da Silva (1974, frente a la Cámara Municipal de Porto Alegre)

## Galería de imágenes

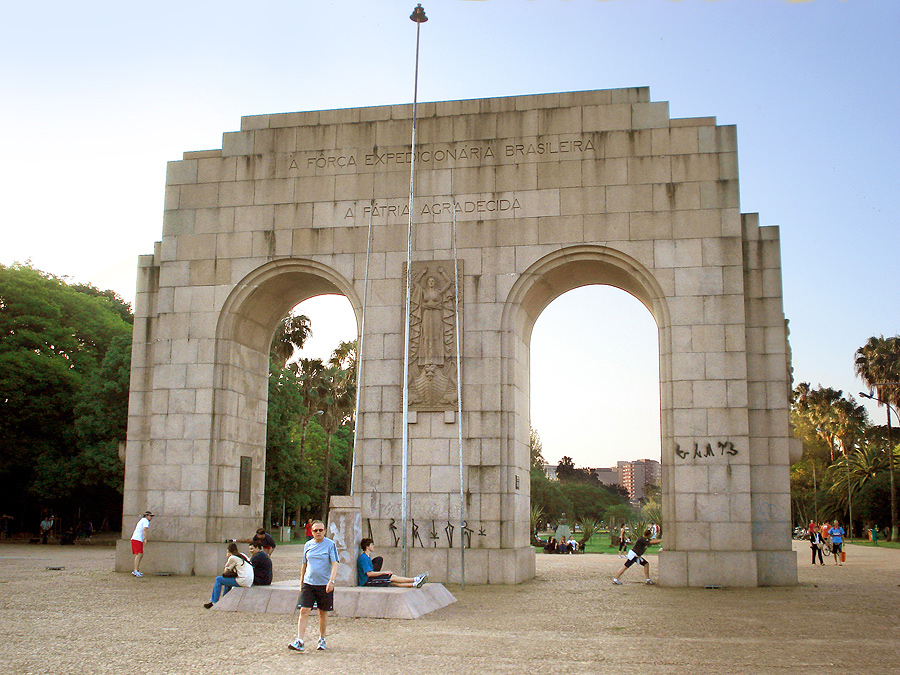
Monumento al Expedicionario, Porto Alegre.
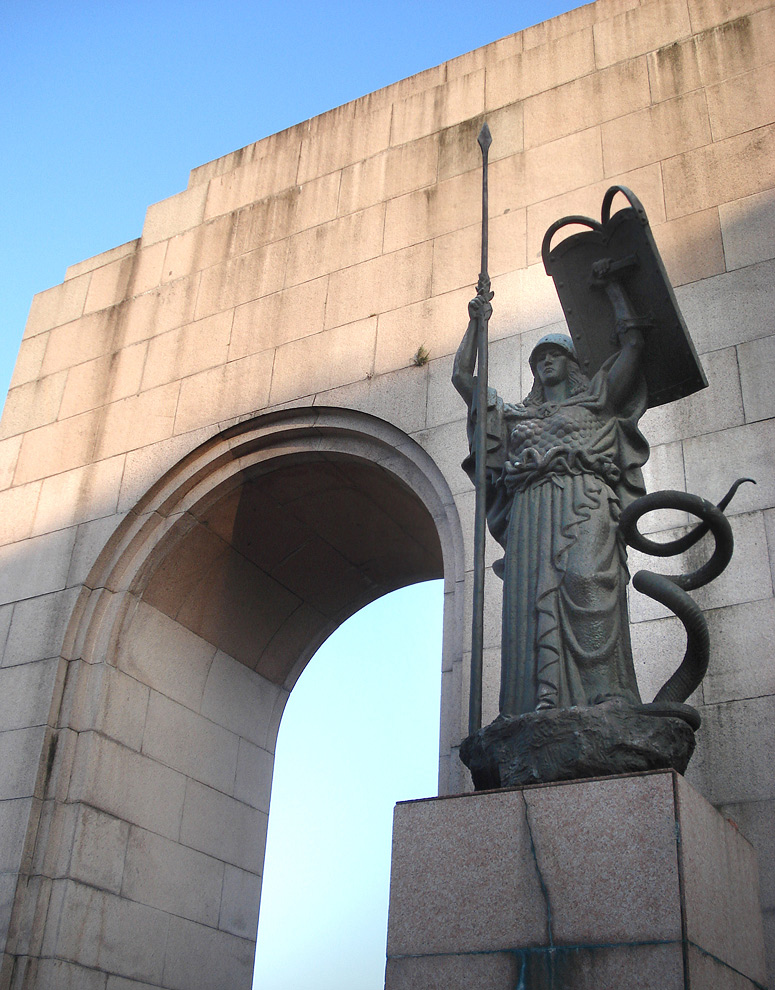
Detalle del monumento al Expedicionario.
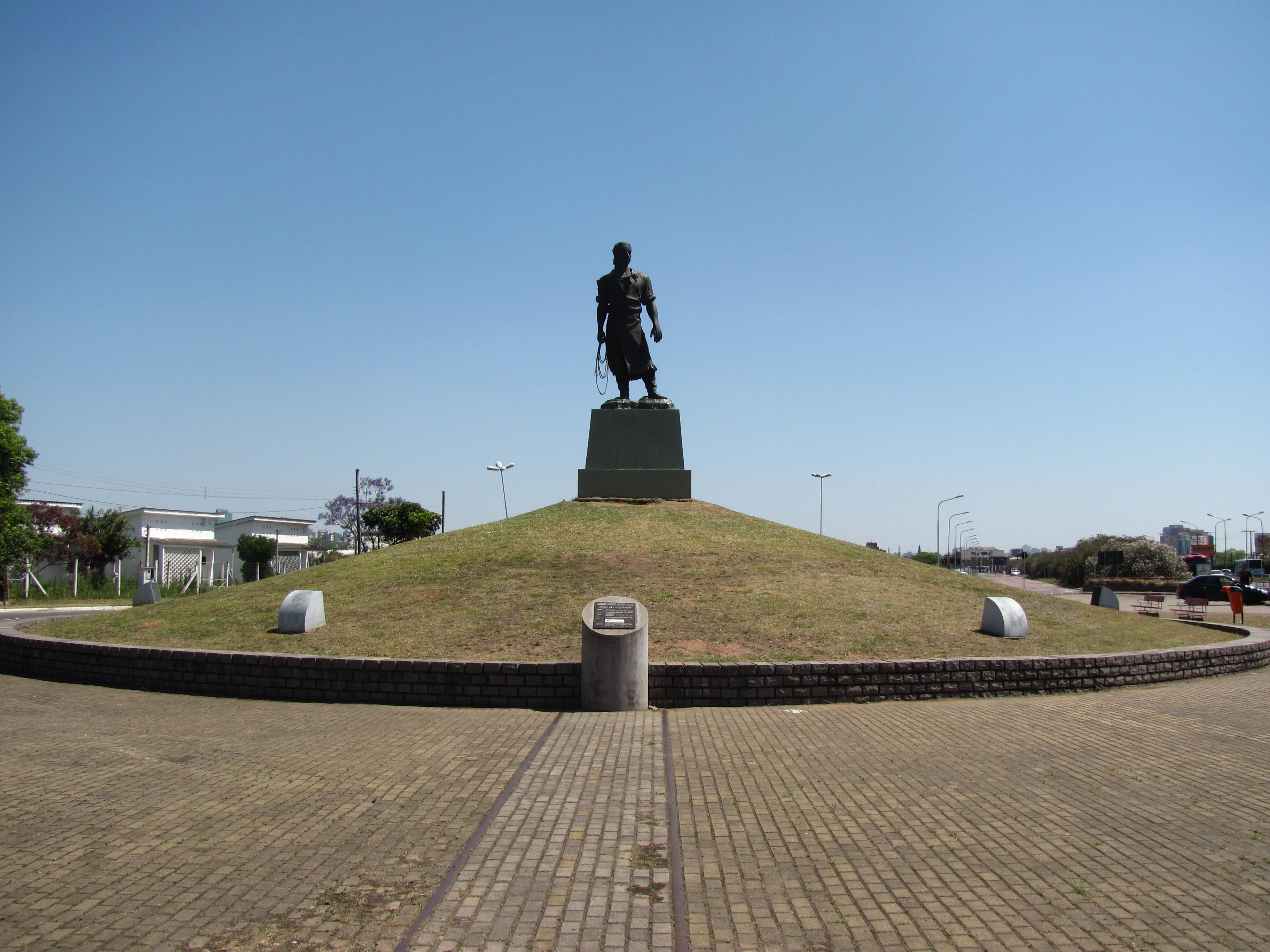
Vista de la estatua del lazador.
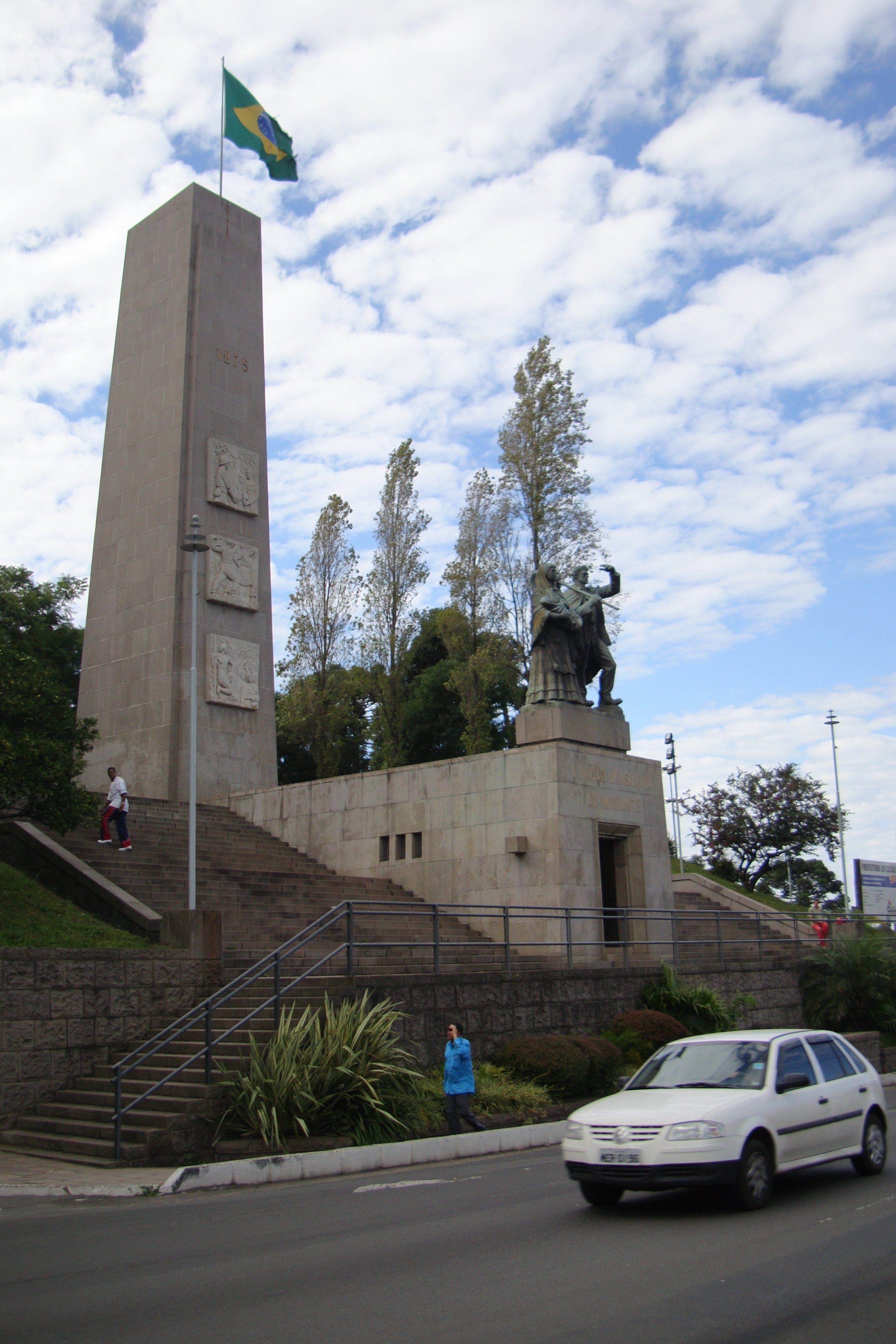
Monumento Nacional al Inmigrante, Caxias do Sul.
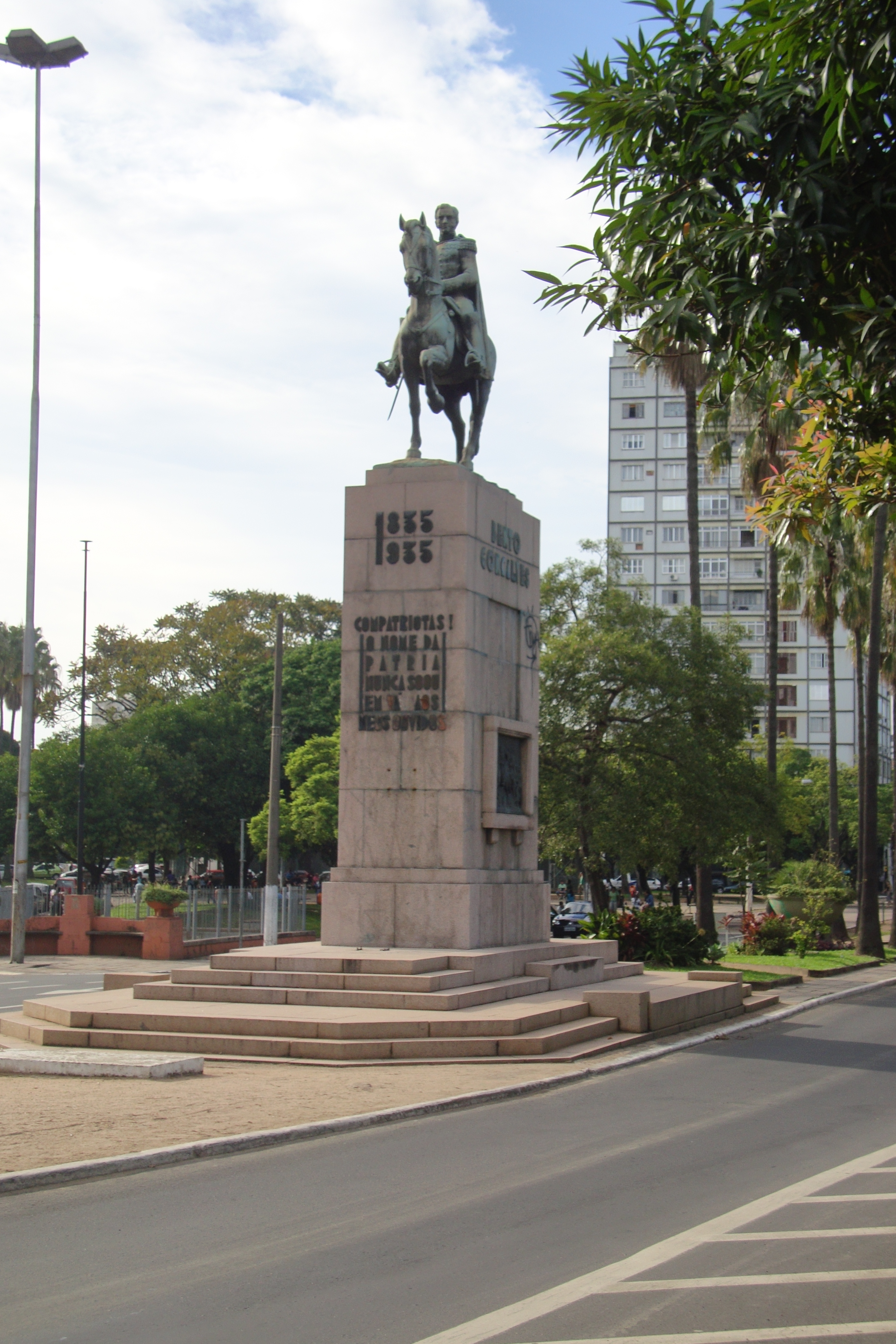
Monumento a Bento Gonçalves da Silva, Porto Alegre.